# Hulunbuir
Hulunbuir skall ej förväxlas med Chölönbujr, Dornod i Mongoliet.
Hulunbuir, även kallad Chölönbujr på mongoliska, är en stad på prefekturnivå i Inre Mongoliet i Folkrepubliken Kina. Den ligger omkring 1 400 kilometer nordost om regionhuvudstaden Hohhot.
Hulunbuir är en stad endast till namnet, då större delen av dess område är stäpp och småorter, och själva stadskärnan utgörs av distriktet Hailar. I öster gränsar Hulunbuir till Zabajkalskij kraj i Ryssland och Dornogobi i Mongoliet.

## Historia
Hulunbuir har traditionellt varit en del av Manchuriet och den östra delen av området var känd som Barga. Under större delen av den republikanska eran (1912-1949) tillhörde området två olika provinser, Xing'an och Heilongjiang. Under den japanska ockupationen var Hulunbuir en del av den japanska lydstaten Manchukuo. För att vinna mongolernas stöd i det kinesiska inbördeskriget lovade kommunisterna mongolerna autonomi och området införlivades med den autonoma regionen Inre Mongoliet i samband med Folkrepubliken Kinas bildande.
Under kulturrevolutionen, då den mongoliska minoriteten utsattes för svåra förföljelser, överlämnades Hulunbuir till provinsen Heilongjiang och återfördes inte till Inre Mongoliet förrän 1979. Hulunbuir hade länge en mongolisk befolkningsmajoritet, men idag är majoriteten hankinesisk på grund av kinesisk inflyttning.
Hulunbuir var ett mongoliskt förbund fram till 2001, då det ombildades till en stad på prefekturnivå.

## Administrativ indelning
Hulubuir indelas i ett stadsdistrikt, som omfattar den egentliga stadskärnan, fem städer på häradsnivå, fyra mongoliska baner och tre autonoma baner:
| Karta                | Karta                        | Karta                  | Karta                      | Karta                  | Karta       | Karta                    |
| -------------------- | ---------------------------- | ---------------------- | -------------------------- | ---------------------- | ----------- | ------------------------ |
|                      |                              |                        |                            |                        |             |                          |
| Nr                   | Namn                         | Kinesiska              | Pinyin                     | Befolkning (2004 est.) | Areal (km²) | Befolkningstäthet (/km²) |
| Stadsdistrikt        |                              |                        |                            |                        |             |                          |
| 1                    | Hailar                       | 海拉尔区               | Hǎilā'ěr qū                | 260 000                | 1 440       | 181                      |
| Städer på häradsnivå |                              |                        |                            |                        |             |                          |
| 2                    | Manzhouli                    | 满洲里市               | Mǎnzhōulǐ shì              | 160 000                | 696         | 230                      |
| 3                    | Zhalantun                    | 扎兰屯市               | Zhālántún shì              | 440 000                | 16 800      | 26                       |
| 4                    | Yakeshi                      | 牙克石市               | Yákèshí shì                | 400 000                | 27 590      | 14                       |
| 5                    | Genhe                        | 根河市                 | Gēnhé shì                  | 170 000                | 19 659      | 9                        |
| 6                    | Ergun                        | 额尔古纳市             | É'ěrgǔnà shì               | 90 000                 | 28 000      | 3                        |
| Baner                |                              |                        |                            |                        |             |                          |
| 7                    | Arun                         | 阿荣旗                 | Āróng qí                   | 320 000                | 12 063      | 27                       |
| 8                    | Nya högra Barga              | 新巴尔虎右旗           | Xīnbā'ěrhǔ yòuqí           | 30 000                 | 25 102      | 1                        |
| 9                    | Nya vänstra Barga            | 新巴尔虎左旗           | Xīnbā'ěrhǔ zuǒqí           | 40 000                 | 22 000      | 2                        |
| 10                   | Gamla Barga                  | 陈巴尔虎旗             | Chénbā'ěrhǔ qí             | 60 000                 | 21 192      | 3                        |
| Autonoma baner       |                              |                        |                            |                        |             |                          |
| 11                   | Oroqenfolkets autonoma baner | 鄂伦春自治旗           | Èlúnchūn zìzhìqí           | 280 000                | 59 800      | 5                        |
| 12                   | Evenkifolkets autonoma baner | 鄂温克族自治旗         | Èwēnkèzú zìzhìqí           | 140 000                | 19 111      | 7                        |
| 13                   | Morin Dawa                   | 莫力达瓦达斡尔族自治旗 | Mòlìdáwǎ Dáwò'ěrzú zìzhìqí | 320 000                | 10 500      | 30                       |